# Oxycopis falli
Oxycopis falli là một loài bọ cánh cứng trong họ Oedemeridae. Loài này được Blatchley miêu tả khoa học năm 1928.